# Copa do Mundo FIFA de 2010 – Grupo F

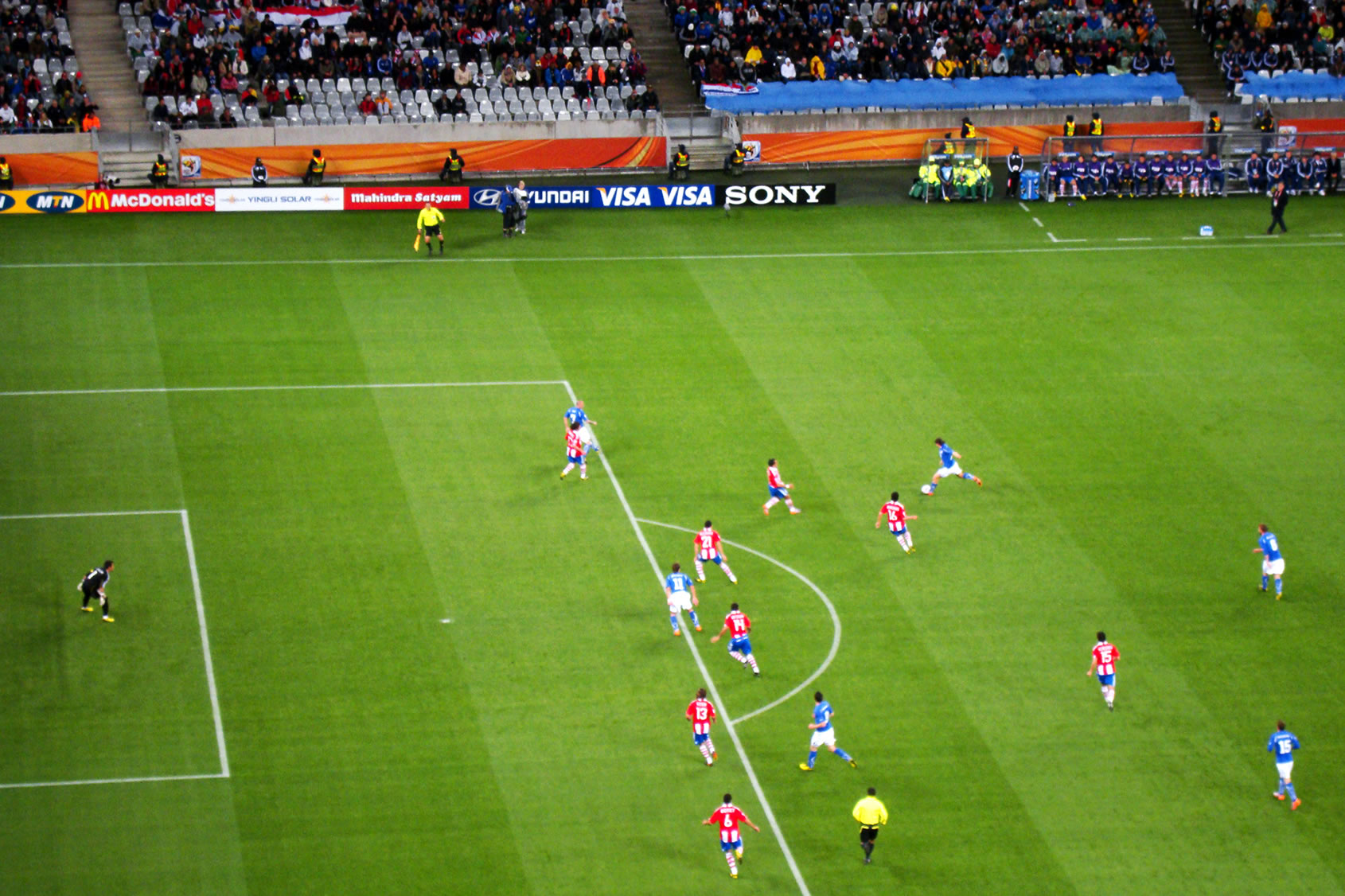
Itália vs Paraguai.

Essas foram as partidas do grupo F da Copa do Mundo FIFA de 2010.

## Encontros anteriores em Copas do Mundo
- Itália x Paraguai:
  - 1950, fase de grupos: Itália 2–0 Paraguai
- Nova Zelândia x Eslováquia: nenhum encontro
- Eslováquia x Paraguai: nenhum encontro
- Itália x Nova Zelândia: nenhum encontro
- Eslováquia x Itália: nenhum encontro
- Paraguai x Nova Zelândia: nenhum encontro

## Classificação
| Pos | Equipe        | Pts | J | V | E | D | GP | GC | SG | Classificado      |
| --- | ------------- | --- | - | - | - | - | -- | -- | -- | ----------------- |
| 1   | Paraguai      | 5   | 3 | 1 | 2 | 0 | 3  | 1  | +2 | Fase eliminatória |
| 2   | Eslováquia    | 4   | 3 | 1 | 1 | 1 | 4  | 5  | −1 | Fase eliminatória |
| 3   | Nova Zelândia | 3   | 3 | 0 | 3 | 0 | 2  | 2  | 0  | Eliminado         |
| 4   | Itália        | 2   | 3 | 0 | 2 | 1 | 4  | 5  | −1 | Eliminado         |

## Resultados
As partidas estão no fuso horário da África do Sul (UTC+2).

### Itália – Paraguai
| 14 de junho | Itália       | 1 – 1     | Paraguai    | Green Point Stadium, Cidade do Cabo           |
| 20:30       | De Rossi 63' | Relatório | Alcaraz 39' | Público: 62 869 Árbitro: MEX Benito Archundia |

| Itália | Paraguai |

| G              | 1  | Gianluigi Buffon   |     | 46' |
| LD             | 19 | Gianluca Zambrotta |     |     |
| Z              | 5  | Fabio Cannavaro    |     |     |
| Z              | 4  | Giorgio Chiellini  |     |     |
| LE             | 3  | Domenico Criscito  |     |     |
| V              | 6  | Daniele De Rossi   |     |     |
| V              | 15 | Claudio Marchisio  |     | 59' |
| V              | 22 | Riccardo Montolivo |     |     |
| M              | 7  | Simone Pepe        |     |     |
| A              | 9  | Vincenzo Iaquinta  |     |     |
| A              | 11 | Alberto Gilardino  |     | 72' |
| Substituições: |    |                    |     |     |
| G              | 12 | Federico Marchetti |     | 46' |
| M              | 16 | Mauro Camoranesi   | 70' | 59' |
| A              | 10 | Antonio Di Natale  |     | 72' |
| Treinador:     |    |                    |     |     |
| Marcello Lippi |    |                    |     |     |

| G               | 1  | Justo Villar     |     |     |
| LD              | 6  | Carlos Bonet     |     |     |
| Z               | 14 | Paulo da Silva   |     |     |
| Z               | 21 | Antolín Alcaraz  |     |     |
| LE              | 3  | Claudio Morel    |     |     |
| V               | 13 | Enrique Vera     |     |     |
| V               | 15 | Víctor Cáceres   | 62' |     |
| M               | 16 | Cristian Riveros |     |     |
| M               | 17 | Aureliano Torres |     | 60' |
| A               | 18 | Nelson Valdez    |     | 68' |
| A               | 19 | Lucas Barrios    |     | 76' |
| Substituições:  |    |                  |     |     |
| V               | 11 | Jonathan Santana |     | 60' |
| A               | 7  | Óscar Cardozo    |     | 76' |
| A               | 9  | Roque Santa Cruz |     | 68' |
| Treinador:      |    |                  |     |     |
| Gerardo Martino |    |                  |     |     |

Homem da partida
- Antolín Alcaraz

### Nova Zelândia – Eslováquia
| 15 de junho | Nova Zelândia | 1 – 1     | Eslováquia | Royal Bafokeng Stadium, Rustemburgo       |
| 13:30       | Reid 90+3'    | Relatório | Vittek 50' | Público: 23 871 Árbitro: RSA Jerome Damon |

| N. Zelândia | Eslováquia |

| G              | 1  | Mark Paston     |       |     |
| LD             | 4  | Winston Reid    | 90+3' |     |
| Z              | 6  | Ryan Nelsen     |       |     |
| Z              | 5  | Ivan Vicelich   |       | 78' |
| LE             | 19 | Tommy Smith     |       |     |
| V              | 3  | Tony Lochhead   | 42'   |     |
| V              | 7  | Simon Elliott   |       |     |
| M              | 11 | Leo Bertos      |       |     |
| M              | 14 | Rory Fallon     |       |     |
| A              | 10 | Chris Killen    |       | 72' |
| A              | 9  | Shane Smeltz    |       |     |
| Substituições: |    |                 |       |     |
| V              | 21 | Jeremy Christie |       | 78' |
| A              | 20 | Chris Wood      |       | 72' |
| Treinador:     |    |                 |       |     |
| Ricki Herbert  |    |                 |       |     |

| G              | 1  | Ján Mucha         |     |       |
| LD             | 5  | Radoslav Zabavník |     |       |
| Z              | 16 | Ján Ďurica        |     |       |
| Z              | 3  | Martin Škrtel     |     |       |
| LE             | 4  | Marek Čech        |     |       |
| V              | 6  | Zdeno Štrba       | 55' |       |
| M              | 7  | Vladimír Weiss    |     | 90+1' |
| M              | 9  | Stanislav Šesták  |     | 81'   |
| M              | 17 | Marek Hamšík      |     |       |
| A              | 11 | Róbert Vittek     |     | 84'   |
| A              | 18 | Erik Jendrišek    |     |       |
| Substituições: |    |                   |     |       |
| V              | 19 | Juraj Kucka       |     | 90+1' |
| M              | 15 | Miroslav Stoch    |     | 84'   |
| A              | 13 | Filip Hološko     |     | 81'   |
| Treinador:     |    |                   |     |       |
| Vladimír Weiss |    |                   |     |       |

Homem da partida
- Róbert Vittek

### Eslováquia – Paraguai
| 20 de junho | Eslováquia | 0 – 2     | Paraguai               | Free State Stadium, Bloemfontein          |
| 13:30       |            | Relatório | Vera 27' · Riveros 86' | Público: 26 643 Árbitro: SEY Eddy Maillet |

| Eslováquia | Paraguai |

| G              | 1  | Ján Mucha        |     |     |
| LD             | 2  | Peter Pekarík    |     |     |
| Z              | 3  | Martin Škrtel    |     |     |
| Z              | 21 | Kornel Saláta    |     | 83' |
| LE             | 16 | Ján Ďurica       | 42' |     |
| V              | 6  | Zdeno Štrba      |     |     |
| V              | 17 | Marek Hamšík     |     |     |
| M              | 9  | Stanislav Šesták | 47' | 70' |
| M              | 7  | Vladimír Weiss   | 84' |     |
| A              | 8  | Ján Kozák        |     |     |
| A              | 11 | Róbert Vittek    |     |     |
| Substituições: |    |                  |     |     |
| A              | 13 | Filip Hološko    |     | 70' |
| M              | 15 | Miroslav Stoch   |     | 83' |
| Treinador:     |    |                  |     |     |
| Vladimír Weiss |    |                  |     |     |

| G               | 1  | Justo Villar     |     |     |
| LD              | 6  | Carlos Bonet     |     |     |
| Z               | 14 | Paulo da Silva   |     |     |
| Z               | 21 | Antolín Alcaraz  |     |     |
| LE              | 3  | Claudio Morel    |     |     |
| V               | 15 | Víctor Cáceres   |     |     |
| M               | 13 | Enrique Vera     | 45' | 88' |
| M               | 16 | Cristian Riveros |     |     |
| M               | 18 | Nelson Valdez    |     | 68' |
| A               | 9  | Roque Santa Cruz |     |     |
| A               | 19 | Lucas Barrios    |     | 82' |
| Substituições:  |    |                  |     |     |
| Z               | 17 | Aureliano Torres |     | 68' |
| A               | 7  | Óscar Cardozo    |     | 82' |
| M               | 8  | Édgar Barreto    |     | 88' |
| Treinador:      |    |                  |     |     |
| Gerardo Martino |    |                  |     |     |

Homem da partida
- Enrique Vera

### Itália – Nova Zelândia
| 20 de junho | Itália             | 1 – 1     | Nova Zelândia | Mbombela Stadium, Nelspruit                |
| 16:00       | Iaquinta 29' (pen) | Relatório | Smeltz 7'     | Público: 38 229 Árbitro: GUA Carlos Batres |

| Itália | N. Zelândia |

| G              | 12 | Federico Marchetti |  |     |
| LD             | 19 | Gianluca Zambrotta |  |     |
| Z              | 5  | Fabio Cannavaro    |  |     |
| Z              | 4  | Giorgio Chiellini  |  |     |
| LE             | 3  | Domenico Criscito  |  |     |
| V              | 6  | Daniele De Rossi   |  |     |
| V              | 22 | Riccardo Montolivo |  |     |
| V              | 15 | Claudio Marchisio  |  | 61' |
| M              | 7  | Simone Pepe        |  | 46' |
| A              | 9  | Vincenzo Iaquinta  |  |     |
| A              | 11 | Alberto Gilardino  |  | 46' |
| Substituições: |    |                    |  |     |
| M              | 16 | Mauro Camoranesi   |  | 46' |
| A              | 10 | Antonio Di Natale  |  | 46' |
| A              | 20 | Giampaolo Pazzini  |  | 61' |
| Treinador:     |    |                    |  |     |
| Marcello Lippi |    |                    |  |     |

| G              | 1  | Mark Paston     |     |       |
| LD             | 4  | Winston Reid    |     |       |
| Z              | 6  | Ryan Nelsen     | 87' |       |
| Z              | 5  | Ivan Vicelich   |     | 81'   |
| LE             | 19 | Tommy Smith     | 28' |       |
| V              | 7  | Simon Elliott   |     |       |
| V              | 3  | Tony Lochhead   |     |       |
| M              | 11 | Leo Bertos      |     |       |
| M              | 14 | Rory Fallon     | 14' | 63'   |
| A              | 10 | Chris Killen    |     | 90+3' |
| A              | 9  | Shane Smeltz    |     |       |
| Substituições: |    |                 |     |       |
| A              | 20 | Chris Wood      |     | 63'   |
| V              | 21 | Jeremy Christie |     | 81'   |
| M              | 13 | Andrew Barron   |     | 90+3' |
| Treinador:     |    |                 |     |       |
| Ricki Herbert  |    |                 |     |       |

Homem da partida
- Daniele De Rossi

### Eslováquia – Itália
| 24 de junho | Eslováquia                    | 3 – 2     | Itália                             | Ellis Park Stadium, Joanesburgo          |
| 16:00       | Vittek 25', 73' · Kopúnek 89' | Relatório | Di Natale 81' · Quagliarella 90+2' | Público: 53 412 Árbitro: ENG Howard Webb |

| Eslováquia | Itália |

| G              | 1  | Ján Mucha         | 82' |       |
| LD             | 2  | Peter Pekarík     | 50' |       |
| Z              | 3  | Martin Škrtel     |     |       |
| Z              | 16 | Ján Ďurica        |     |       |
| LE             | 5  | Radoslav Zabavník |     |       |
| V              | 6  | Zdeno Štrba       | 16' | 87'   |
| V              | 19 | Juraj Kucka       |     |       |
| M              | 17 | Marek Hamšík      |     |       |
| M              | 15 | Miroslav Stoch    |     |       |
| A              | 11 | Róbert Vittek     | 40' | 90+2' |
| A              | 18 | Erik Jendrišek    |     | 90+4' |
| Substuições:   |    |                   |     |       |
| M              | 20 | Kamil Kopúnek     |     | 87'   |
| A              | 9  | Stanislav Šesták  |     | 90+2' |
| V              | 22 | Martin Petráš     |     | 90+4' |
| Treinador:     |    |                   |     |       |
| Vladimír Weiss |    |                   |     |       |

| G              | 12 | Federico Marchetti |     |     |
| LD             | 19 | Gianluca Zambrotta |     |     |
| Z              | 5  | Fabio Cannavaro    | 31' |     |
| Z              | 4  | Giorgio Chiellini  | 67' |     |
| LE             | 3  | Domenico Criscito  |     | 46' |
| V              | 6  | Daniele De Rossi   |     |     |
| V              | 8  | Gennaro Gattuso    |     | 46' |
| V              | 22 | Riccardo Montolivo |     | 56' |
| M              | 7  | Simone Pepe        | 76' |     |
| M              | 10 | Antonio Di Natale  |     |     |
| A              | 9  | Vincenzo Iaquinta  |     |     |
| Substituições: |    |                    |     |     |
| V              | 2  | Christian Maggio   |     | 46' |
| A              | 18 | Fabio Quagliarella | 83' | 46' |
| M              | 21 | Andrea Pirlo       |     | 56' |
| Treinador:     |    |                    |     |     |
| Marcello Lippi |    |                    |     |     |

Homem da partida
- Róbert Vittek

### Paraguai – Nova Zelândia
| 24 de junho | Paraguai | 0 – 0     | Nova Zelândia | Peter Mokaba Stadium, Polokwane               |
| 16:00       |          | Relatório |               | Público: 34 850 Árbitro: JPN Yuichi Nishimura |

| Paraguai | N. Zelândia |

| G               | 1  | Justo Villar     |     |     |
| LD              | 4  | Denis Caniza     |     |     |
| Z               | 5  | Julio Cáceres    |     |     |
| Z               | 14 | Paulo da Silva   |     |     |
| LE              | 3  | Claudio Morel    |     |     |
| V               | 15 | Víctor Cáceres   | 10' |     |
| M               | 16 | Cristian Riveros |     |     |
| M               | 13 | Enrique Vera     |     |     |
| A               | 9  | Roque Santa Cruz | 41' |     |
| A               | 18 | Nelson Valdez    |     | 67' |
| A               | 7  | Óscar Cardozo    |     | 66' |
| Substituições:  |    |                  |     |     |
| A               | 19 | Lucas Barrios    |     | 66' |
| A               | 10 | Édgar Benítez    |     | 67' |
| Treinador:      |    |                  |     |     |
| Gerardo Martino |    |                  |     |     |

| G              | 1  | Mark Paston    |     |     |
| LD             | 4  | Winston Reid   |     |     |
| Z              | 6  | Ryan Nelsen    | 56' |     |
| LE             | 19 | Tommy Smith    |     |     |
| V              | 7  | Simon Elliott  |     |     |
| V              | 5  | Ivan Vicelich  |     |     |
| M              | 3  | Tony Lochhead  |     |     |
| M              | 11 | Leo Bertos     |     |     |
| A              | 10 | Chris Killen   |     | 79' |
| A              | 9  | Shane Smeltz   |     |     |
| A              | 14 | Rory Fallon    |     | 69' |
| Substituições: |    |                |     |     |
| A              | 20 | Chris Wood     |     | 69' |
| A              | 22 | Jeremy Brockie |     | 79' |
| Treinador:     |    |                |     |     |
| Ricki Herbert  |    |                |     |     |

Homem da partida
- Roque Santa Cruz